# Igor Portnyagin
Bản mẫu:Eastern Slavic name
Igor Igorevich Portnyagin (tiếng Nga: Игорь Игоревич Портнягин; sinh ngày 7 tháng 1 năm 1989) là một cầu thủ bóng đá người Nga thi đấu ở vị trí tiền đạo cho F.K. Lokomotiv Moskva.

## Sự nghiệp câu lạc bộ
Vào ngày 27 tháng 6 năm 2017, anh gia nhập FC Ural Yekaterinburg theo dạng cho mượn cho mùa giải 2017–18.

## Quốc tế
Vào ngày 31 tháng 3 năm 2015, Portnyagin ra mắt cho Đội tuyển bóng đá quốc gia Nga trong trận giao hữu với Kazakhstan.

## Danh hiệu

### Câu lạc bộ
Rubin Kazan
- Giải bóng đá ngoại hạng Nga: 2009
- Siêu cúp bóng đá Nga: 2010

Lokomotiv Moskva
- Cúp quốc gia Nga: 2016-17

## Thống kê sự nghiệp

### Câu lạc bộ
Tính đến 8 tháng 12 năm 2017
| Câu lạc bộ                   | Mùa giải             | Giải vô địch                | Giải vô địch | Giải vô địch | Cúp     | Cúp       | Châu lục | Châu lục  | Khác    | Khác      | Tổng cộng | Tổng cộng |
| Câu lạc bộ                   | Mùa giải             | Hạng đấu                    | Số trận      | Bàn thắng    | Số trận | Bàn thắng | Số trận  | Bàn thắng | Số trận | Bàn thắng | Số trận   | Bàn thắng |
| ---------------------------- | -------------------- | --------------------------- | ------------ | ------------ | ------- | --------- | -------- | --------- | ------- | --------- | --------- | --------- |
| FC SOYUZ-Gazprom Izhevsk     | 2005                 | PFL                         | 6            | 1            | 0       | 0         | –        | –         | –       | –         | 6         | 1         |
| FC SOYUZ-Gazprom Izhevsk     | 2006                 | PFL                         | 10           | 0            | 2       | 0         | –        | –         | –       | –         | 12        | 0         |
| FC SOYUZ-Gazprom Izhevsk     | 2007                 | PFL                         | 10           | 2            | 1       | 0         | –        | –         | –       | –         | 11        | 2         |
| FC SOYUZ-Gazprom Izhevsk     | Tổng cộng            | Tổng cộng                   | 26           | 3            | 3       | 0         | 0        | 0         | 0       | 0         | 29        | 3         |
| F.K. Rubin Kazan             | 2008                 | Giải bóng đá ngoại hạng Nga | 0            | 0            | 1       | 0         | –        | –         | –       | –         | 1         | 0         |
| F.K. Rubin Kazan             | 2009                 | Giải bóng đá ngoại hạng Nga | 2            | 1            | 1       | 0         | 0        | 0         | –       | –         | 3         | 1         |
| F.K. Rubin Kazan             | 2010                 | Giải bóng đá ngoại hạng Nga | 4            | 0            | 0       | 0         | 1        | 0         | –       | –         | 5         | 0         |
| P.F.K. Spartak Nalchik       | 2011–12              | Giải bóng đá ngoại hạng Nga | 14           | 1            | 0       | 0         | –        | –         | –       | –         | 14        | 1         |
| F.K. Rubin Kazan             | 2011–12              | Giải bóng đá ngoại hạng Nga | 1            | 0            | 0       | 0         | 0        | 0         | –       | –         | 1         | 0         |
| P.F.K. Spartak Nalchik       | 2011–12              | Giải bóng đá ngoại hạng Nga | 4            | 0            | –       | –         | –        | –         | –       | –         | 4         | 0         |
| P.F.K. Spartak Nalchik       | Tổng cộng (2 spells) | Tổng cộng (2 spells)        | 18           | 1            | 0       | 0         | 0        | 0         | 0       | 0         | 18        | 1         |
| F.K. Tom Tomsk               | 2011–12              | Giải bóng đá ngoại hạng Nga | 8            | 0            | –       | –         | –        | –         | –       | –         | 8         | 0         |
| F.K. Neftekhimik Nizhnekamsk | 2012–13              | FNL                         | 19           | 16           | 1       | 0         | –        | –         | –       | –         | 20        | 16        |
| F.K. Rubin Kazan             | 2012–13              | Giải bóng đá ngoại hạng Nga | –            | –            | –       | –         | 0        | 0         | –       | –         | 0         | 0         |
| F.K. Krylia Sovetov Samara   | 2012–13              | Giải bóng đá ngoại hạng Nga | 5            | 0            | –       | –         | –        | –         | 2       | 2         | 7         | 2         |
| F.K. Tom Tomsk               | 2013–14              | Giải bóng đá ngoại hạng Nga | 28           | 4            | 2       | 2         | –        | –         | 2       | 1         | 32        | 7         |
| F.K. Tom Tomsk               | Tổng cộng (2 spells) | Tổng cộng (2 spells)        | 36           | 4            | 2       | 2         | 0        | 0         | 2       | 1         | 40        | 7         |
| FC Rubin-2 Kazan             | 2014–15              | PFL                         | 4            | 0            | –       | –         | –        | –         | –       | –         | 4         | 0         |
| F.K. Rubin Kazan             | 2014–15              | Giải bóng đá ngoại hạng Nga | 26           | 11           | 2       | 1         | –        | –         | –       | –         | 28        | 12        |
| F.K. Rubin Kazan             | 2015–16              | Giải bóng đá ngoại hạng Nga | 24           | 4            | 0       | 0         | 7        | 1         | –       | –         | 31        | 5         |
| F.K. Rubin Kazan             | 2016–17              | Giải bóng đá ngoại hạng Nga | 2            | 0            | –       | –         | –        | –         | –       | –         | 2         | 0         |
| F.K. Rubin Kazan             | Tổng cộng (4 spells) | Tổng cộng (4 spells)        | 59           | 16           | 4       | 1         | 8        | 1         | 0       | 0         | 71        | 18        |
| F.K. Lokomotiv Moskva        | 2016–17              | Giải bóng đá ngoại hạng Nga | 4            | 0            | 1       | 1         | –        | –         | –       | –         | 5         | 1         |
| FC Ural Yekaterinburg        | 2017–18              | Giải bóng đá ngoại hạng Nga | 7            | 1            | 0       | 0         | –        | –         | –       | –         | 7         | 1         |
| Tổng cộng sự nghiệp          | Tổng cộng sự nghiệp  | Tổng cộng sự nghiệp         | 178          | 41           | 11      | 4         | 8        | 1         | 4       | 3         | 201       | 49        |